# Mine (bài hát của Taylor Swift)
"Mine" là một bài hát của ca sĩ kiêm sáng tác âm nhạc người Mỹ Taylor Swift. Bài hát được viết bởi Swift và được sản xuất bởi chính cô cùng Nathan Chapman. "Mine" được phát hành dưới dạng đĩa đơn đầu tiên từ album phòng thu thứ ba của cô, Speak Now (2010) bởi hãng thu âm Big Machine. Sau vụ rò rỉ bản thu thử trên mạng, ca khúc chính thức được phát hành vào ngày 3 tháng 8 năm 2010, sớm hơn hai tuần so với dự định. "Mine" là một bản country pop tiết tấu nhanh trong đó sử dụng nhiều nhạc cụ như guitar accoustic lẫn guitar điện, tiếng trống và piano. Một phiên bản thu âm lại, có tựa đề "Mine (Taylor's Version)", được phát hành như một phần trong album thu âm lại thứ ba của Swift Speak Now (Taylor's Version) (2023).
Sau khi phát hành, các nhà phê bình âm nhạc đã có những đánh giá tích cực về bài hát, trong đó Swift được khen ngợi về khả năng biểu lộ những quan điểm trưởng thành hơn về tình yêu, mặc dù có một vài nhà phê bình nói rằng nó không khác gì nhiều với những bài hát trước của cô, bao gồm "Love Story". "Mine" khá thành công trên thị trường âm nhạc, bài hát đã từng lọt vào top 10 của các bảng xếp hạng ở các quốc gia Úc, Canada và Nhật Bản. Bài hát được Hiệp hội Công nghiệp ghi âm Úc cấp chứng nhận đĩa vàng. "Mine" đạt vị trí thứ ba trên bảng xếp hạng Billboard Hot 100 của Mỹ, giúp cô trở thành nữ nghệ sĩ thứ hai trong lịch sử bảng xếp hạng Hot 100 khi có được nhiều ca khúc lọt vào top 5 của bảng xếp hạng trong vòng 1 năm dương lịch, cùng với Mariah Carey đạt được thành tích này vào năm 1995.
Video âm nhạc của "Mine" được đạo diễn bởi Swift và Roman White, trong đó có câu chuyện tình lãng mạn với kết thúc có hậu giữa Swift và người yêu của cô (do nam diễn viên người Anh Toby Hemingway thủ vai). Video đã nhận được sự khen ngợi của giới truyền thông về cốt truyện và giành giải thưởng Video của năm tại Giải thưởng âm nhạc CMT 2011. Trong quá trình quảng bá Speak Now, Swift đã biểu diễn "Mine" trên các sự kiện truyền hình ở Mỹ và Nhật Bản, đồng thời đưa bài hát vào danh sách bài hát trình diễn cố định trong chuyến lưu diễn Speak Now World Tour (2011–12) của cô. Swift cũng đưa nó vào danh sách bài hát cho các show diễn nhất định trong các chuyến lưu diễn vòng quanh thế giới The Red Tour (2013–14), The 1989 World Tour (2015) và reputation Stadium Tour (2018). Một phiên bản phối lại thuộc thể loại pop của bài hát cũng xuất hiện trong phiên bản cao cấp của album Speak Now.

## Danh sách bài hát
Tải kỹ thuật số
1. "Mine" – 3:49

Nokia OVI Music Download
1. "Mine (Pop Mix/Version)" – 3:49

UK CD Single
1. "Mine" (International Version) - 3:51
2. "Mine" (Main Version) - 3:51

## Bảng xếp hạng và chứng nhận
| Bảng xếp hạng (2010)                  | Vị trí cao nhất |
| ------------------------------------- | --------------- |
| Úc (ARIA)                             | 9               |
| Bỉ (Ultratip Flanders)                | 48              |
| Canada (Canadian Hot 100)             | 7               |
| Châu Âu Hot 100 Singles (Billboard)   | 70              |
| Đức (GfK)                             | 57              |
| Hungary (Rádiós Top 40)               | 13              |
| Ireland (IRMA)                        | 38              |
| Ý (FIMI)                              | 34              |
| Nhật Bản (Japan Hot 100)              | 6               |
| New Zealand (Recorded Music NZ)       | 16              |
| Slovakia (Rádio Top 100)              | 76              |
| Thụy Điển (Sverigetopplistan)         | 48              |
| Anh Quốc (OCC)                        | 30              |
| Hoa Kỳ Billboard Hot 100              | 3               |
| Hoa Kỳ Hot Country Songs (Billboard)  | 2               |
| Hoa Kỳ Pop Airplay (Billboard)        | 12              |
| Hoa Kỳ Adult Contemporary (Billboard) | 1               |
| Hoa Kỳ Adult Pop Airplay (Billboard)  | 7               |

| Bảng xếp hạng (2010)              | Vị trí |
| --------------------------------- | ------ |
| Úc (Australian Singles Chart)     | 86     |
| Hungary (Hungarian Airplay Chart) | 69     |
| Nhật Bản (Japanese Top 100)       | 39     |
| Canada (Canadian Hot 100)         | 51     |
| Mỹ (Billboard Hot 100)            | 46     |
| Mỹ (Billboard Country Songs)      | 38     |

| Quốc gia              | Chứng nhận (theo doanh số) |
| --------------------- | -------------------------- |
| Úc (ARIA)             | Vàng                       |
| Canada (Music Canada) | Bạch kim                   |
| New Zealand (RIANZ)   | Vàng                       |
| Mỹ (RIAA)             | 2× Bạch kim                |

## Lịch sử phát hành
| Quốc gia           | Ngày                 | Định dạng           |
| ------------------ | -------------------- | ------------------- |
| Hoa Kỳ             | 4 tháng 8 năm 2010   | Phát thanh, nhạc số |
| Australia          | 6 tháng 8 năm 2010   | Nhạc số             |
| Bỉ                 | 6 tháng 8 năm 2010   | Nhạc số             |
| Đan Mạch           | 6 tháng 8 năm 2010   | Nhạc số             |
| Phần Lan           | 6 tháng 8 năm 2010   | Nhạc số             |
| Ý                  | 6 tháng 8 năm 2010   | Nhạc số             |
| New Zealand        | 6 tháng 8 năm 2010   | Nhạc số             |
| Tây Ban Nha        | 6 tháng 8 năm 2010   | Nhạc số             |
| Thụy Điển          | 6 tháng 8 năm 2010   | Nhạc số             |
| Hy Lạp             | 7 tháng 8 năm 2010   | Nhạc số             |
| Thụy Sĩ            | 7 tháng 8 năm 2010   | Nhạc số             |
| Châu Á (OVI Store) | 18 tháng 8 năm 2010  | Nhạc số             |
| Brazil             | 26 tháng 8 năm 2010  | Nhạc số             |
| Vương quốc Anh     | 18 tháng 10 năm 2010 | Đĩa đơn CD, nhạc số |